# Alxanlı
Alxanlı è un comune dell'Azerbaigian situato nel distretto di Füzuli. Conta una popolazione di 2.139 abitanti.